# U-1197
| U-1197                                   | U-1197 | U-1197 |
| ---------------------------------------- | --- | --- |
|                                          | | |
|                                          | | |
| Зображення підводного човна підтипу VIIC | | |
| Під прапором                             | Третій Рейх | Третій Рейх |
| Спуск на воду                            | 30 вересня 1943 року | 30 вересня 1943 року |
| Виведений зі складу флоту                | 2 грудня 1943 року | 2 грудня 1943 року |
| Сучасний статус                          | 30 березня 1945 року серйозно пошкоджений у бухті Бремена американської авіацією; у травні захоплений британцями та у лютому 1946 року затоплений у Північному морі | 30 березня 1945 року серйозно пошкоджений у бухті Бремена американської авіацією; у травні захоплений британцями та у лютому 1946 року затоплений у Північному морі |
| Проєкт                                   | | |
| Тип ПЧ                                   | Торпедний ДПЧ | Торпедний ДПЧ |
| Розробник проєкту                        | F Schichau, Данциг | F Schichau, Данциг |
| Вартість                                 | 4 439 000 ℛℳ | 4 439 000 ℛℳ |
| Основні характеристики                   | | |
| Швидкість (надводна)                     | 17,9 вузла | 17,9 вузла |
| Швидкість (підводна)                     | 8 вузлів | 8 вузлів |
| Робоча глибина занурення                 | 100 м | 100 м |
| Гранична глибина занурення               | 220 м | 220 м |
| Автономність плавання                    | 8500 миль (15 700 км) на швидкості 10 вузлів (18,6 км/год) (надводна) 80 миль (150 км) на швидкості 4 вузли (7,4 км/год) (підводна)                                 | 8500 миль (15 700 км) на швидкості 10 вузлів (18,6 км/год) (надводна) 80 миль (150 км) на швидкості 4 вузли (7,4 км/год) (підводна)                                 |
| Екіпаж                                   | 44—60 осіб | 44—60 осіб |
| Розміри                                  | | |
| Довжина найбільша (по КВЛ)               | 67,1 м | 67,1 м |
| Ширина корпусу найб.                     | 6,2 м | 6,2 м |
| Висота                                   | 9,6 м | 9,6 м |
| Середня осадка (по КВЛ)                  | 4,74 м | 4,74 м |
| Водотоннажність надводна                 | 769 т | 769 т |
| Озброєння                                | | |
| Артилерія                                | 1 × 88-мм палубна гармата SK C/35 | 1 × 88-мм палубна гармата SK C/35 |
| Торпедно- мінне озброєння                | 4 носових і один кормовий ТА 14 торпед або 26 мін TMA | 4 носових і один кормовий ТА 14 торпед або 26 мін TMA |
| ППО                                      | 1 × 37-мм зенітна гармата Flak M42 2 × 20-мм зенітні гармати FlaK 30                                                                                                | 1 × 37-мм зенітна гармата Flak M42 2 × 20-мм зенітні гармати FlaK 30                                                                                                |

U-1197 — німецький середній підводний човен типу VIIC, що входив до складу Військово-морських сил Третього Рейху за часів Другої світової війни. Закладений 13 березня 1943 року на верфі F Schichau у Данцигу. Спущений на воду 30 вересня 1943 року, а 2 грудня 1943 року корабель увійшов до складу 21-ї навчальної флотилії ПЧ ВМС нацистської Німеччини.

## Історія служби
U-1197 належав до німецьких підводних човнів типу VIIC, найчисленнішого типу субмарин Третього Рейху, яких випущено 703 одиниці. Службу розпочав у складі 21-ї та з 1 березня 1945 року в 31-ї навчальних флотиліях ПЧ Крігсмаріне. Не здійснив жодного бойового походу.
30 березня 1945 року U-1197 серйозно пошкоджений у бухті Бремена на судноремонтній верфі Deutsche Schiff- und Maschinenbau бомбардувальниками американської 8-ї повітряної армії разом з U-430, U-870, U-882, U-884, U-3036, U-3042, U-3043, U-3045 та U-3046. 25 квітня визнаний таким, що не підлягає експлуатації та списаний з лав флоту. У травні 1945 року захоплений британцями у порту Везермюнде.
У лютому 1946 року затоплений американськими ВМС у Північному морі.

## Командири
- Оберлейтенант-цур-зее резерву Гайнц Баум (2 грудня 1943 — 19 березня 1944)
- Оберлейтенант-цур-зее Курт Лау (20 березня 1944 — 25 квітня 1945)